# 大野勢太郎の楽園ラジオ〜パワー全開!!〜
大野勢太郎の楽園ラジオ〜パワー全開!!〜（おおのせいたろうのらくえんらじお〜パワーぜんかい!!〜）は、2016年10月1日から2020年3月28日までFM NACK5で放送されていたラジオ番組である。

## 概要
2016年秋の大改編でスタートした7時間の生ワイド番組である。2016年9月まで『WARMING-UP MUSIC』や『大野勢太郎 HYPER RADIO』等を担当していた大野勢太郎がパーソナリティを務めていた。
この番組は、「家族で一緒に楽しめる長時間生放送」をコンセプトにして、それぞれのリスナーの「気持ちが同じ方向に向かう」生ワイド番組を目指すとしている。
2018年8月25日の放送で放送100回目を迎えた。

## パーソナリティ
- 大野勢太郎

## タイムテーブル
8時台
- 8:00 オープニング
- 8:03 勢太郎ニュース　　(nack5 NEWS)
- 8:08 NACK5 TRAFFIC
- 8:10 NACK5 WEATHER
- 8:15 チェンジジャパン!! ザ・世論調査（1）
- 8:25 勢太郎のグルメマーケット
- 8:35 楽園テレフォン
- 8:55 NACK5 TRAFFIC
- 8:57 NACK5 WEATHER

9時台
- 9:00 益子勉のサッカー・パラダイス
- 9:10-9:20頃 箱番組「浦和レッズ槙野智章 マキスタ〜頑張る時はいつも今!」（槙野智章）
- 9:20 NACK5 TRAFFIC
- 9:22 NACK5 WEATHER
- 9:25 週末楽園タイム
- 9:35 目的地はここだ!!楽園ドライブ!!
- 9:50 楽ペディア（質問紹介）

10時台
- 10:00 勢太郎ニュース
- 10:05 楽園シネマ&ブック
- 10:15 NACK5 TRAFFIC
- 10:17 NACK5 WEATHER
- 10:20-10:50 箱番組「KAT-TUN 亀梨和也のHANG OUT」（亀梨和也）[注 2]
- 10:50 チェンジジャパン!! ザ・世論調査（2）

11時台
- 11:00 ジジイ放談〜怒りのマラカス（前半）
- 11:15 勢太郎のグルメマーケット
- 11:20 ジジイ放談〜怒りのマラカス（後半）
- 11:36 NACK5 WEATHER
- 11:38 NACK5 TRAFFIC
- 11:41 住宅電話相談室
- 11:46 チェンジジャパン!! ザ・世論調査（3）
- 11:51 週末楽園川柳（1）

12時台
- 12:00-12:25 箱番組「A.B.C-Z Go!Go!5」（A.B.C-Z）
- 12:25 アメージングパラダイス
- 12:38 NACK5 TRAFFIC
- 12:40 あなたの上京物語

13時台（時報なし）
- 12:55 勢太郎の人生劇場
- 13:30 チェンジジャパン!! ザ・世論調査（4）
- 13:43 NACK5 WEATHER
- 13:45 NACK5 TRAFFIC
- 13:48 楽ペディア（回答紹介）

14時台
- 14:00 勢太郎ニュース
- 14:05 チェンジジャパン!! ザ・世論調査（5）
- 14:10 ウィークエンドマガジン
- 14:21 家族って素晴らしい 我が家のファミリーストーリー
- 14:31 週末楽園川柳（2）
- 14:43 NACK5 WEATHER
- 14:45 NACK5 TRAFFIC
- 14:51 お別れコラム・エンディング